# Olympische Sommerspiele 1988/Leichtathletik – 100 m (Frauen)

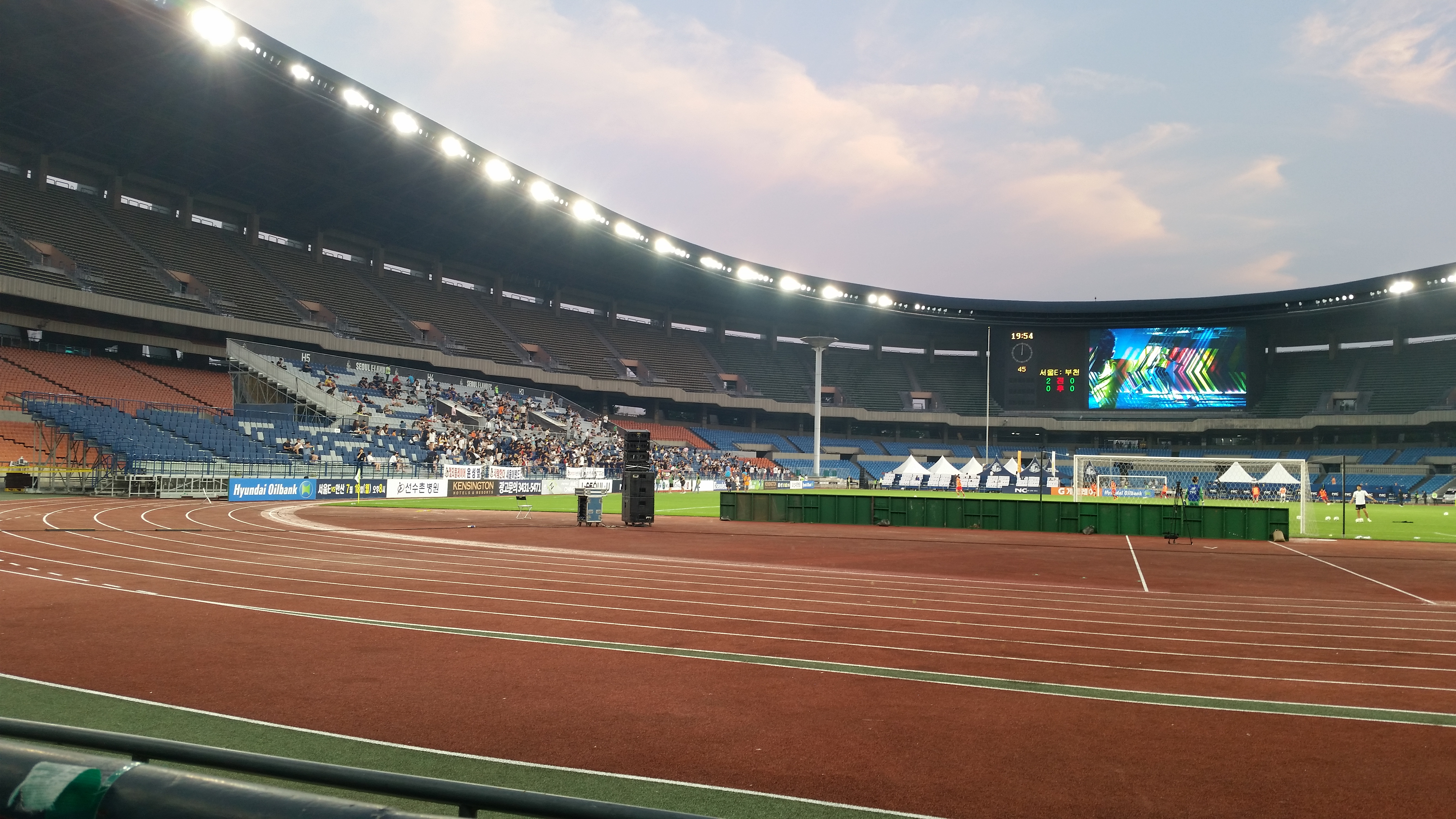
Innenraum des Olympiastadions im Jahr 2016

Der 100-Meter-Lauf der Frauen bei den Olympischen Spielen 1988 in Seoul wurde am 24. und 25. September 1988 im Olympiastadion Seoul ausgetragen. 64 Athletinnen nahmen teil.
Olympiasiegerin wurde die US-Amerikanerin Florence Griffith-Joyner. Sie gewann vor ihrer Landsfrau Evelyn Ashford und Heike Drechsler aus der DDR.
Neben der Medaillengewinnerin gingen Marlies Göhr und Silke Möller für die DDR an den Start. Beide schieden im Halbfinale aus.

Für die Bundesrepublik Deutschland nahmen Sabine Richter, Ulrike Sarvari und Andrea Thomas teil. Richter und Thomas schieden im Viertelfinale aus, Sarvari im Halbfinale

Läuferinnen aus der Schweiz, Österreich und Liechtenstein nahmen nicht teil.

## Aktuelle Titelträgerinnen
| Olympiasiegerin 1984                      | Evelyn Ashford ( USA)        | 10,97 s | Los Angeles 1984  |
| Weltmeisterin 1987                        | Silke Gladisch ( DDR)        | 10,90 s | Rom 1987          |
| Europameisterin 1986                      | Marlies Göhr ( DDR)          | 10,91 s | Stuttgart 1986    |
| Panamerikanische Meisterin 1987           | Gail Devers ( USA)           | 11,14 s | Indianapolis 1987 |
| Zentralamerika und Karibik-Meisterin 1987 | Amparo Caicedo ( Kolumbien)  | 11,75 s | Caracas 1987      |
| Südamerika-Meisterin 1987                 | Deborah Bell ( Argentinien)  | 11,68 s | São Paulo 1987    |
| Asienmeisterin 1987                       | Lydia de Vega ( Philippinen) | 11,43 s | Singapur 1987     |
| Afrikameisterin 1988                      | Mary Onyali ( Nigeria)       | 11,25 s | Annaba 1988       |

## Rekorde

### Bestehende Rekorde
| Weltrekord         | 10,49 s | Florence Griffith-Joyner ( USA) | Indianapolis, USA          | 16. Juli 1988  |
| Olympischer Rekord | 10,97 s | Evelyn Ashford ( USA)           | Finale OS Los Angeles, USA | 5. August 1984 |

### Rekordverbesserungen
Der bestehende olympische Rekord wurde zweimal verbessert und einmal egalisiert:
- 10,88 s (Verbesserung) – Florence Griffith-Joyner (USA), siebter Vorlauf bei einem Rückenwind von 1,0 m/s
- 10,88 s (Egalisierung) – Evelyn Ashford (USA), zweites Viertelfinale bei einem Rückenwind von 1,8 m/s
- 10,62 s (Verbesserung) – Florence Griffith-Joyner (USA), drittes Viertelfinale bei einem Rückenwind von 1,0 m/s

Im Finale erzielte die Olympiasiegerin Florence Griffith-Joyner zwar noch schnellere 10,54 s, doch der Rückenwind lag mit 3,0 m/s über dem erlaubten Limit von 2,0 m/s.

## Vorrunde
Datum: 24. September 1988
Die Athletinnen traten zu insgesamt acht Vorläufen an. Für das Viertelfinale qualifizierten sich pro Lauf die ersten drei Athletinnen. Darüber hinaus kamen die acht Zeitschnellsten, die sogenannten Lucky Loser, weiter. Die direkt qualifizierten Athletinnen sind hellblau, die Lucky Loser hellgrün unterlegt.

### Vorlauf 1

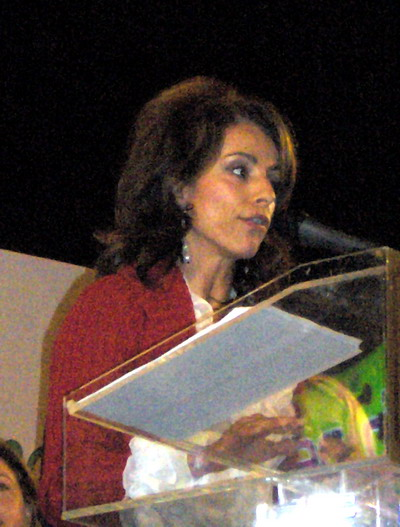
Paraskevi Patoulidou (Foto: 2008) erreichte als Fünfte des ersten Vorlaufs nicht die nächste Runde

11:00 Uhr
Wind: +1,1 m/s
| Platz | Name                   | Nation              | Zeit    |
| ----- | ---------------------- | ------------------- | ------- |
| 1     | Anelija Wetschernikowa | Bulgarien           | 11,09 s |
| 2     | Grace Jackson          | Jamaika             | 11,18 s |
| 3     | Paula Dunn             | Großbritannien      | 11,39 s |
| 4     | Yumei Tian             | Volksrepublik China | 11,56 s |
| 5     | Paraskevi Patoulidou   | Griechenland        | 11,85 s |
| 6     | Melvina Vulah          | Liberia             | 12,16 s |
| 7     | Félicite Bada          | Benin               | 12,27 s |
| 8     | Farida Kyakutema       | Uganda              | 12,32 s |

### Vorlauf 2
11:05 Uhr
Wind: +0,4 m/s
Anmerkung:
Für die achtplatzierte Aminata Diarra werden bei Olympedia und bei SportsReference die hier übernommenen 12,27 s angegeben. Im Offiziellen Bericht dagegen ist für sie die Zeit von 12,87 s benannt.
| Platz | Name            | Nation      | Zeit    |
| ----- | --------------- | ----------- | ------- |
| 1     | Pauline Davis   | Bahamas     | 11,20 s |
| 2     | Nelli Cooman    | Niederlande | 11,22 s |
| 3     | Marlies Göhr    | DDR         | 11,22 s |
| 4     | Jolanta Janota  | Polen       | 11,71 s |
| 5     | Sandra Myers    | Spanien     | 11,86 s |
| 6     | Méryem Oumezdi  | Marokko     | 11,90 s |
| 7     | Yvette Bonapart | Suriname    | 12,27 s |
| 8     | Aminata Diarra  | Mali        | 12,27 s |

### Vorlauf 3

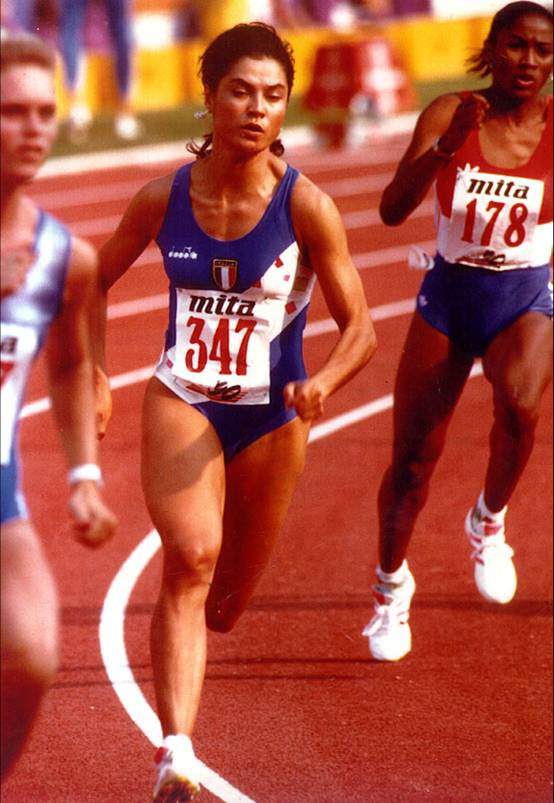
Marisa Masullo – ausgeschieden als Fünfte des dritten Vorlaufs

11:10 Uhr
Wind: ±0,0 m/s
| Platz | Name                 | Nation      | Zeit    |
| ----- | -------------------- | ----------- | ------- |
| 1     | Gwen Torrence        | USA         | 11,12 s |
| 2     | Ljudmila Kondratjewa | Sowjetunion | 11,19 s |
| 3     | Laurence Bily        | Frankreich  | 11,34 s |
| 4     | Amparo Caicedo       | Kolumbien   | 11,59 s |
| 5     | Marisa Masullo       | Italien     | 11,71 s |
| 6     | Ewa Pisiewicz        | Polen       | 11,84 s |
| 7     | Ng Ka Yee            | Hongkong    | 12,18 s |
| 8     | Jabou Jawo           | Gabun       | 12,27 s |

### Vorlauf 4
11:15 Uhr
Wind: +1,1 m/s
Erin Tierney war die erste Frau von den Cookinseln, die an Olympischen Spielen teilnahm. Zugleich war sie die erste Person dieser Insel, die an den Leichtathletikwettbewerben teilnahm.
| Platz | Name                | Nation         | Zeit    |
| ----- | ------------------- | -------------- | ------- |
| 1     | Juliet Cuthbert     | Jamaika        | 11,14 s |
| 2     | Silke Möller        | DDR            | 11,27 s |
| 3     | Els Vader           | Niederlande    | 11,38 s |
| 4     | Sabine Richter      | BR Deutschland | 11,49 s |
| 5     | Françoise Leroux    | Frankreich     | 11,58 s |
| 6     | Lydia de Vega       | Philippinen    | 11,67 s |
| 7     | Guilhermina da Cruz | Angola         | 12,47 s |
| 8     | Erin Tierney        | Cookinseln     | 12,52 s |

### Vorlauf 5
11:20 Uhr
Wind: +0,1 m/s
| Platz | Name                        | Nation              | Zeit    |
| ----- | --------------------------- | ------------------- | ------- |
| 1     | Evelyn Ashford              | USA                 | 11,10 s |
| 2     | Marina Schirowa             | Sowjetunion         | 11,22 s |
| 3     | Joanna Smolarek             | Polen               | 11,43 s |
| 4     | Andrea Thomas               | BR Deutschland      | 11,46 s |
| 5     | Julie Rocheleau             | Kanada              | 11,60 s |
| 6     | Gaily Dube                  | Simbabwe            | 12,07 s |
| 7     | Claudia Acerenza            | Uruguay             | 12,11 s |
| 8     | Judith Diankoléla-Missengué | Volksrepublik Kongo | 12,14 s |

### Vorlauf 6
11:25 Uhr
Wind: +0,2 m/s
| Platz | Name                      | Nation              | Zeit    |
| ----- | ------------------------- | ------------------- | ------- |
| 1     | Natalja Pomoschtschnikowa | Sowjetunion         | 11,11 s |
| 2     | Heike Drechsler           | DDR                 | 11,15 s |
| 3     | Simmone Jacobs            | Großbritannien      | 11,56 s |
| 4     | Angela Williams           | Trinidad und Tobago | 11,62 s |
| 5     | Liu Shaomei               | Volksrepublik China | 11,66 s |
| 6     | Lee Yeong-suk             | Südkorea            | 11,74 s |
| 7     | Joyce Odhiambo            | Kenia               | 11,90 s |
| 8     | Mariama Ouiminga          | Burkina Faso        | 12,62 s |

### Vorlauf 7
11:30 Uhr
Wind: +1,0 m/s
Evelyn Farrell war die erste Frau aus Aruba, die an Olympischen Spielen teilnahm. Zugleich war sie die erste Person dieser Insel, die an den Leichtathletikwettbewerben teilnahm.
| Platz | Name                     | Nation              | Zeit    | Anmerkung |
| ----- | ------------------------ | ------------------- | ------- | --------- |
| 1     | Florence Griffith-Joyner | USA                 | 10,88 s | OR        |
| 2     | Kerry Johnson            | Australien          | 11,44 s |           |
| 3     | Angela Bailey            | Kanada              | 11,61 s |           |
| 4     | Patricia Girard          | Frankreich          | 11,65 s |           |
| 5     | Zhang Caihua             | Volksrepublik China | 11,84 s |           |
| 6     | Gisèle Ongollo           | Gabun               | 11,85 s |           |
| 7     | Ya-Li Chen               | Chinesisch Taipeh   | 12,16 s |           |
| 8     | Evelyn Farrell           | Aruba               | 12,48 s |           |

### Vorlauf 8
11:35 Uhr
Wind: +0,1 m/s
Olivette Daruhi war die erste Frau aus Vanuatu, die an Olympischen Spielen teilnahm.
| Platz | Name              | Nation         | Zeit    |
| ----- | ----------------- | -------------- | ------- |
| 1     | Merlene Ottey     | Jamaika        | 11,03 s |
| 2     | Ulrike Sarvari    | BR Deutschland | 11,26 s |
| 3     | Angella Issajenko | Kanada         | 11,42 s |
| 4     | Diana Yankey      | Ghana          | 11,64 s |
| 5     | Rossella Tarolo   | Italien        | 11,86 s |
| 6     | Helen Miles       | Großbritannien | 11,88 s |
| 7     | Olivette Daruhi   | Vanuatu        | 13,00 s |
| 8     | Mala Sakonhninhom | Laos           | 15,12 s |

## Viertelfinale
Datum: 24. September 1988
Für das Halbfinale qualifizierten sich in den vier Läufen die jeweils ersten vier Athletinnen (hellblau unterlegt).

### Lauf 1

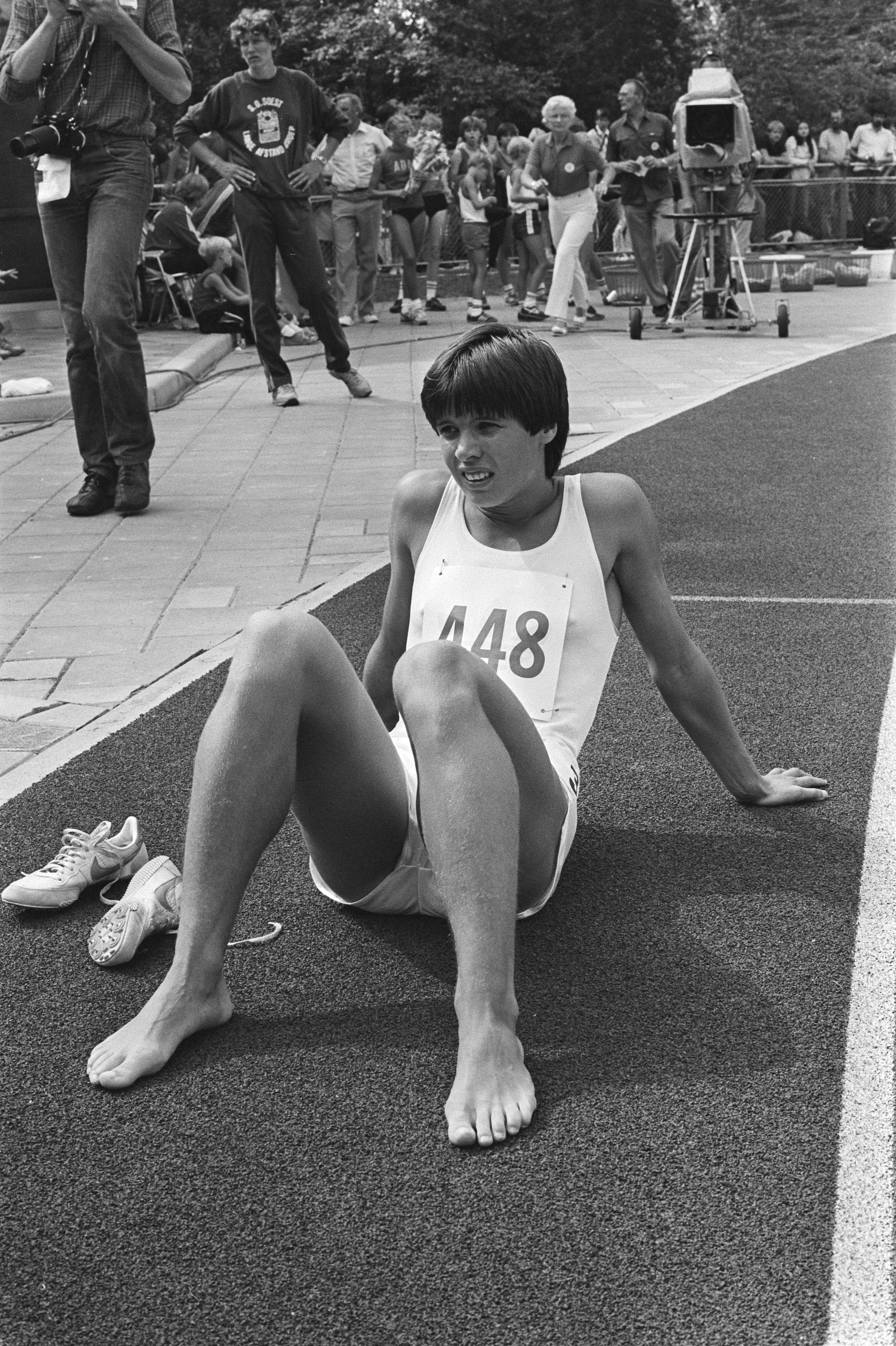
Els Vader erreichte das Viertelfinale und schied dort als Sechste des ersten Rennens aus

13:40 Uhr
Wind: +0,6 m/s
| Platz | Name             | Nation              | Zeit    |
| ----- | ---------------- | ------------------- | ------- |
| 1     | Heike Drechsler  | DDR                 | 10,96 s |
| 2     | Merlene Ottey    | Jamaika             | 11,03 s |
| 3     | Ulrike Sarvari   | BR Deutschland      | 11,16 s |
| 4     | Pauline Davis    | Bahamas             | 11,21 s |
| 5     | Angela Bailey    | Kanada              | 11,29 s |
| 6     | Els Vader        | Niederlande         | 11,51 s |
| 7     | Yumei Tian       | Volksrepublik China | 11,55 s |
| 8     | Françoise Leroux | Frankreich          | 11,75 s |

### Lauf 2
13:45 Uhr
Wind: +1,8 m/s
| Platz | Name                      | Nation              | Zeit    | Anmerkung |
| ----- | ------------------------- | ------------------- | ------- | --------- |
| 1     | Evelyn Ashford            | USA                 | 10,88 s | ORe       |
| 2     | Natalja Pomoschtschnikowa | Sowjetunion         | 10,98 s |           |
| 3     | Marlies Göhr              | DDR                 | 10,99 s |           |
| 4     | Nelli Cooman              | Niederlande         | 11,08 s |           |
| 5     | Angella Issajenko         | Kanada              | 11,27 s |           |
| 6     | Joanna Smolarek           | Polen               | 11,35 s |           |
| 7     | Angela Williams           | Trinidad und Tobago | 11,45 s |           |
| 8     | Amparo Caicedo            | Kolumbien           | 11,65 s |           |

### Lauf 3
13:50 Uhr
Wind: +1,0 m/s
| Platz | Name                     | Nation         | Zeit    | Anmerkung |
| ----- | ------------------------ | -------------- | ------- | --------- |
| 1     | Florence Griffith-Joyner | USA            | 10,62 s | OR        |
| 2     | Juliet Cuthbert          | Jamaika        | 11,03 s |           |
| 3     | Ljudmila Kondratjewa     | Sowjetunion    | 11,05 s |           |
| 4     | Silke Möller             | DDR            | 11,10 s |           |
| 5     | Simmone Jacobs           | Großbritannien | 11,31 s |           |
| 6     | Laurence Bily            | Frankreich     | 11,35 s |           |
| 7     | Andrea Thomas            | BR Deutschland | 11,37 s |           |
| 8     | Diana Yankey             | Ghana          | 11,63 s |           |

### Lauf 4
13:55 Uhr
Wind: ±0,0 m/s
| Platz | Name                   | Nation         | Zeit    |
| ----- | ---------------------- | -------------- | ------- |
| 1     | Anelija Wetschernikowa | Bulgarien      | 10,96 s |
| 2     | Gwen Torrence          | USA            | 10,99 s |
| 3     | Grace Jackson          | Jamaika        | 11,13 s |
| 4     | Marina Schirowa        | Sowjetunion    | 11,14 s |
| 5     | Paula Dunn             | Großbritannien | 11,37 s |
| 6     | Kerry Johnson          | Australien     | 11,42 s |
| 7     | Sabine Richter         | BR Deutschland | 11,59 s |
| 8     | Julie Rocheleau        | Kanada         | 11,75 s |

## Halbfinale
Datum: 25. September 1988
Das Halbfinale wurde am 25. September durchgeführt. Für das Finale qualifizierten sich in den beiden Läufen die jeweils ersten vier Athletinnen (hellblau unterlegt).

### Lauf 1

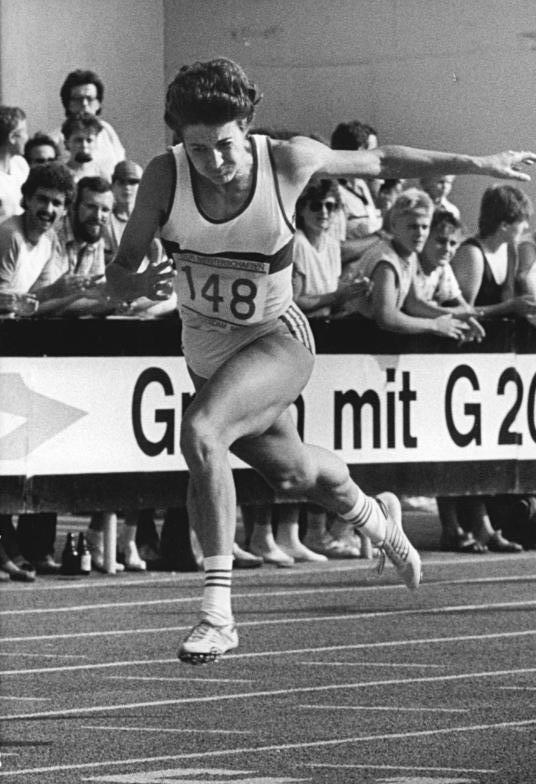
Silke Möller, als Silke Gladisch Weltmeisterin von 1987, schied als Fünfte des ersten Halbfinals aus
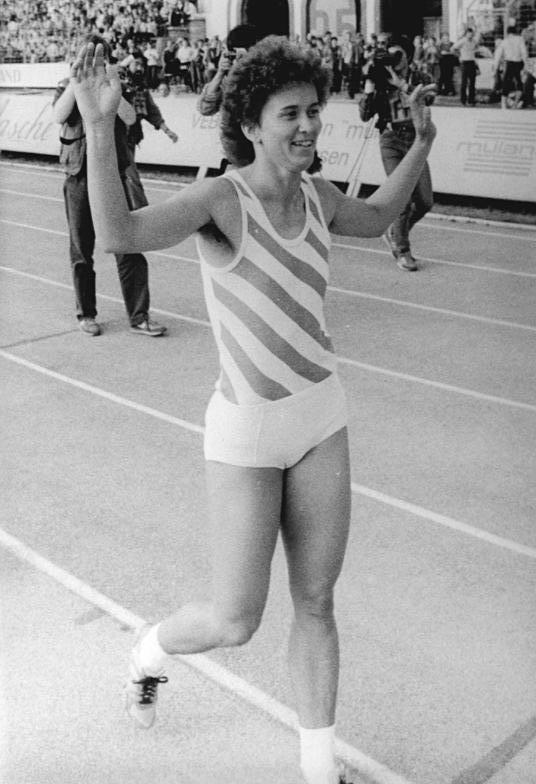
Für Marlies Göhr, 1980 Olympiazweite, reichte es als Sechste des ersten Semifinals nicht zum Endlauf

12:00 Uhr
Wind: +0,5 m/s
| Platz | Name                   | Nation      | Zeit    |
| ----- | ---------------------- | ----------- | ------- |
| 1     | Evelyn Ashford         | USA         | 10,99 s |
| 2     | Anelija Wetschernikowa | Bulgarien   | 11,00 s |
| 3     | Gwen Torrence          | USA         | 11,02 s |
| 4     | Juliet Cuthbert        | Jamaika     | 11,10 s |
| 5     | Silke Möller           | DDR         | 11,12 s |
| 6     | Marlies Göhr           | DDR         | 11,13 s |
| 7     | Ljudmila Kondratjewa   | Sowjetunion | 11,21 s |
| 8     | Marina Schirowa        | Sowjetunion | 11,24 s |

### Lauf 2

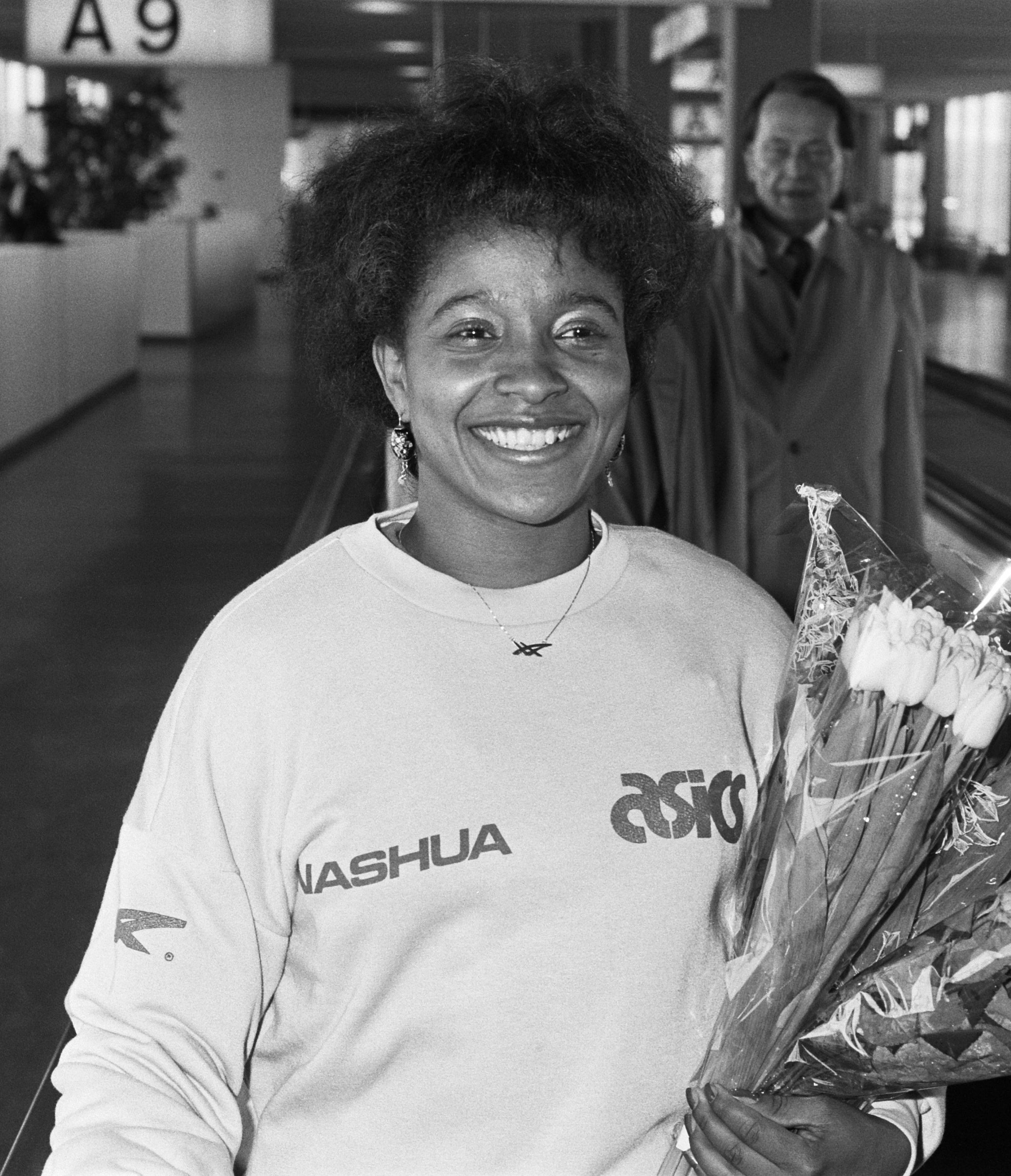
Nelli Cooman – ausgeschieden als Siebte des zweiten Viertelfinals
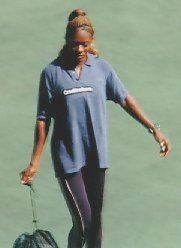
Merlene Ottey hatte sich für das Halbfinale qualifiziert, trat jedoch nicht an

12:05 Uhr
Wind: +2,6 m/s
| Platz | Name                      | Nation         | Zeit    |
| ----- | ------------------------- | -------------- | ------- |
| 1     | Florence Griffith-Joyner  | USA            | 10,70 s |
| 2     | Heike Drechsler           | DDR            | 10,91 s |
| 3     | Natalja Pomoschtschnikowa | Sowjetunion    | 11,03 s |
| 4     | Grace Jackson             | Jamaika        | 11,06 s |
| 5     | Ulrike Sarvari            | BR Deutschland | 11,12 s |
| 6     | Pauline Davis             | Bahamas        | 11,12 s |
| 7     | Nelli Cooman              | Niederlande    | 11,13 s |
| DNS   | Merlene Ottey             | Jamaika        |         |

## Finale

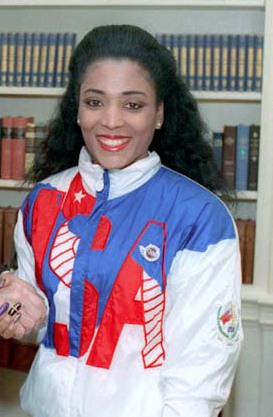
Florence Griffith-Joyner errang hier ihre erste von drei Goldmedaillen

Datum: 25. September 1988, 13:50 Uhr
Wind: +3,0 m/s

Der Rückenwind lag deutlich über den erlaubten 2,0 m/s, sodass die Leistungen nicht in Bestenlisten aufgenommen werden konnten.
| Platz | Name                      | Nation      | Zeit    |
| ----- | ------------------------- | ----------- | ------- |
| 1     | Florence Griffith-Joyner  | USA         | 10,54 s |
| 2     | Evelyn Ashford            | USA         | 10,83 s |
| 3     | Heike Drechsler           | DDR         | 10,85 s |
| 4     | Grace Jackson             | Jamaika     | 10,97 s |
| 5     | Gwen Torrence             | USA         | 10,97 s |
| 6     | Natalja Pomoschtschnikowa | Sowjetunion | 11,00 s |
| 7     | Juliet Cuthbert           | Jamaika     | 11,26 s |
| 8     | Anelija Wetschernikowa    | Bulgarien   | 11,49 s |

Für das Finale am 25. September hatten sich alle drei US-Läufer sowie zwei Jamaikanerinnen qualifiziert. Komplettiert wurde das Starterfeld durch jeweils eine Läuferin aus der DDR, der Sowjetunion und Bulgarien.
Topfavoritin war Weltrekordlerin Florence Griffith-Joyner, deren größte Herausforderin sie in ihrer Landsfrau Evelyn Ashford, der Olympiasiegerin von 1984 hatte. Die Weltmeisterin von 1987, Silke Möller, die bei den Weltmeisterschaften in Rom unter ihrem Mädchennamen Silke Gladisch gestartet war, hatte das Halbfinale nicht überstanden.
Florence Griffith-Joyner war im Finale nicht zu schlagen. Sie gewann mit drei Metern Vorsprung vor Ashford und der DDR-Athletin Heike Drechsler. Ihre Zeit von 10,54 s konnte auf Grund des zu starken Rückenwindes nicht als Olympiarekord anerkannt werden. Die viertplatzierte Jamaikanerin Grace Jackson und die Fünfte Gwen Torrence aus den USA unterboten noch die 11-Sekunden-Marke. Aber auch diese Zeiten waren wegen eines Rückenwindes von mehr als 2 m/s nicht bestenlistenreif.

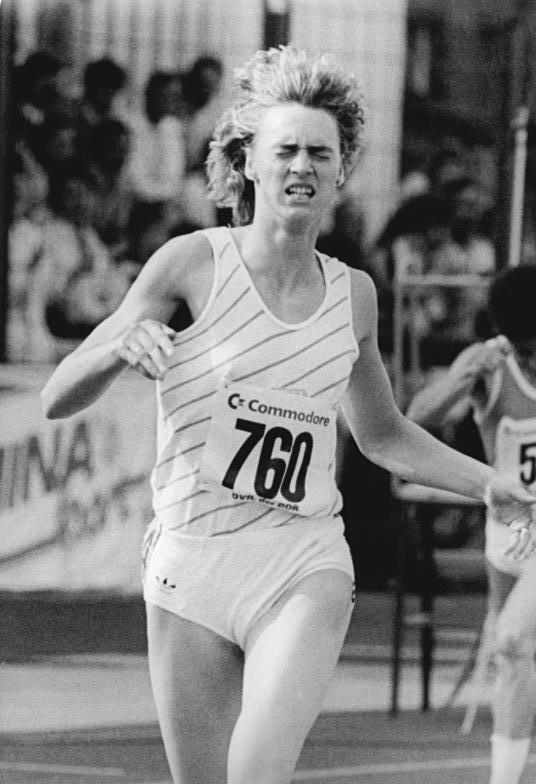
Heike Drechsler, Gewinnerin der Bronzemedaille
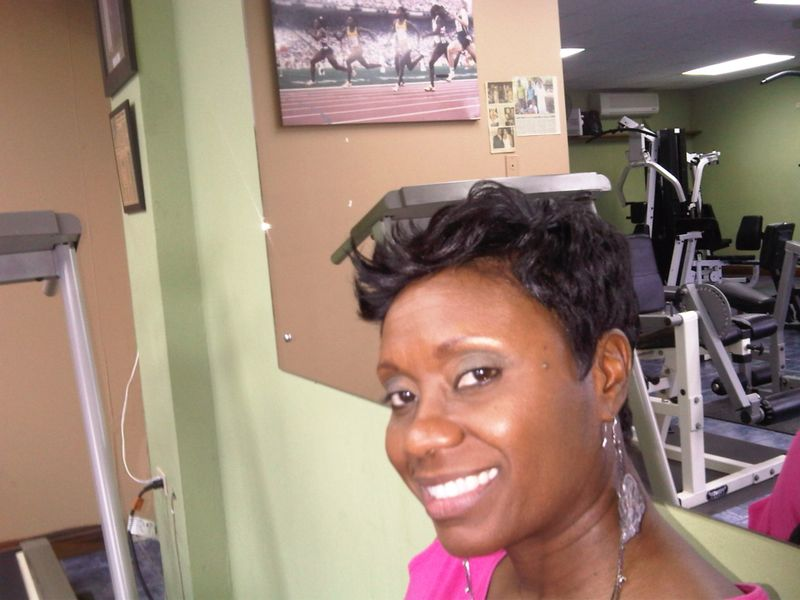
Rang sieben für Juliet Cuthbert (hier im Jahr 2014)

## Videolinks
- 1988 Olympic Women's 100m final Florence Griffith Joyner, youtube.com, abgerufen am 4. Dezember 2021
- Florence Griffith Joyner 1988 100m Finals, youtube.com, abgerufen am 4. Dezember 2021
- Women's 100m Final at Seoul Olympics 1988, youtube.com, abgerufen am 29. Januar 2018